# Sejmik Województwa Lubuskiego
Sejmik Województwa Lubuskiego – organ stanowiący i kontrolny samorządu województwa lubuskiego. Istnieje od 1998 roku. Obecna, VII kadencja Sejmiku, trwa w latach 2024–2029.
Sejmik Województwa Lubuskiego składa się z 30 radnych, wybieranych w województwie lubuskim w wyborach bezpośrednich na kadencje trwające 5 lat (w latach 1998–2018 kadencja trwała 4 lata).
Siedzibą sejmiku województwa jest Zielona Góra.
Przewodniczącą Sejmiku Województwa Lubuskiego jest Anna Synowiec, a marszałkiem województwa lubuskiego Sebastian Ciemnoczołowski.

## Wybory do Sejmiku
Radni do Sejmiku Województwa Lubuskiego są wybierani w wyborach co 5 lat (do 2018 co 4) w pięciu okręgach wyborczych, które nie mają swoich oficjalnych nazw. Zasady i tryb przeprowadzenia wyborów określa odrębna ustawa. Skrócenie kadencji sejmiku może nastąpić w drodze referendum wojewódzkiego.
| Okręg | Liczba radnych | Miasta na prawach powiatu | Powiaty                                           |
| ----- | -------------- | ------------------------- | ------------------------------------------------- |
| 1     | 7              | Gorzów Wielkopolski       | gorzowski, strzelecko-drezdenecki                 |
| 2     | 6              | brak                      | międzyrzecki, słubicki, sulęciński, świebodziński |
| 3     | 5              | brak                      | krośnieński, żarski                               |
| 4     | 6              | Zielona Góra              | zielonogórski                                     |
| 5     | 6              | brak                      | nowosolski, wschowski, żagański                   |

## Organizacja Sejmiku
Sejmik tworzy 30 radnych, wybierających spośród siebie przewodniczącego i 3 wiceprzewodniczących. Radni pracują w tematycznych komisjach stałych i doraźnych. Komisje stałe:
Komisja Budżetu i Finansów
Komisja ds. Współpracy Zagranicznej i Promocji Województwa
Komisja Gospodarki i Rozwoju Województwa
Komisja Kultury, Edukacji i Kultury Fizycznej
Komisja Rewizyjna
Komisja Rolnictwa i Ochrony Środowiska
Komisja Statutowa
Komisja Zdrowia, Rodziny i Spraw Społecznych

## Radni Sejmiku (stany na koniec kadencji)

### I kadencja (1998–2002)
SLD: 22 
     PS: 3 
     UW: 6 
     AWS: 14 
Prezydium
- Przewodniczący: Zbigniew Faliński
  - Wiceprzewodniczący: Kazimierz Pańtak
  - Wiceprzewodniczący: Marek Bogusław Zaręba

Lista radnych
Wybrani z list Sojuszu Lewicy Demokratycznej:
- Bogusław Andrzejczak, Henryk Baturo, Andrzej Bocheński, Antoni Cios, Marian Eckert, Zbigniew Faliński, Edward Fedko, Krzysztof Giniewski, Andrzej Huszcza, Maciej Kałuski, Tadeusz Kąkalec, Jan Korol, Lech Paweł Krychowski, Romuald Malinowski, Zygmunt Mazurkiewicz, Kazimierz Pańtak, Marian Pasiński, Lech Szymak, Bronisław Tokarczuk, Lech Tylutki, Stanisław Wróblewski, Czesław Zięba

Wybrani z list Akcji Wyborczej Solidarność1:
- Tadeusz Ardelli (Prawo i Sprawiedliwość), Marek Ast (PiS), Władysław Dajczak (PiS), Elżbieta Drewka-Doberstein (PiS), January Golon, Lech Marek Gorywoda, Jerzy Korolewicz (PiS), Jacek Kurzępa, Edward Lipiec (Stronnictwo Konserwatywno-Ludowe – Ruch Nowej Polski), Marian Miłek, Andrzej Perlak (PiS), Zbigniew Pusz (PiS), Czesław Rzepka, Grzegorz Skurzyński (Platforma Obywatelska)

Wybrani z list Unii Wolności:
- Józef Bartkowiak, Wiesław Pietruszak, Krzysztof Pruncal, Andrzej Świder, Wojciech Woropaj, Henryk Maciej Woźniak (Platforma Obywatelska)1

Wybrani z list Przymierza Społecznego:
- Elżbieta Olga Polak (Polskie Stronnictwo Ludowe), Jan Świrepo (PSL), Marek Zaręba (Sojusz Lewicy Demokratycznej)

1 W listopadzie 2001 13 dotychczasowych radnych z AWS, PiS, PO i SKL utworzyło Klub Radnych Prawicy Lubuskiej.

### II kadencja (2002–2006)
SLD-UP: 17 
     Samoobrona: 4 
     PSL: 2 
     POPiS: 4 
     LPR: 3 
Prezydium
- Przewodniczący: Zbigniew Faliński
  - Wiceprzewodniczący: Kazimierz Pańtak
  - Wiceprzewodniczący: Henryk Maciej Woźniak

Kluby radnych
- Sojusz Lewicy Demokratycznej – 16 radnych:
  - Bogusław Andrzejczak, Józef Bartkowiak, Andrzej Bocheński, Marian Eckert, Zbigniew Faliński, Edward Fedko, Marian Firszt, Andrzej Huszcza, Karol Jersak, Maciej Kałuski, Stanisław Kierzkowski, Jan Korol, Kazimierz Pańtak, Robert Pawłowski, Tomasz Wontor, Marek Zaręba
- Platforma Obywatelska – Prawo i Sprawiedliwość – 4 radnych:
  - PiS – Tadeusz Ardelli, Elżbieta Płonka, Stanisław Rzeźniczak
  - PO – Henryk Maciej Woźniak
- Liga Polskich Rodzin – 3 radnych:
  - Zenon Olszewski, Stanisław Stojanowski-Han, Jan Winiarz
- Niezrzeszeni – 6 radnych:
  - Polskie Stronnictwo Ludowe – Marzena Plucińska, Jan Świrepo
  - Samoobrona Rzeczpospolitej Polskiej – Ireneusz Ganczar, Stanisław Stolarczyk
  - Stronnictwo Pracy – Cezary Symonowicz, Jan Tyblewski

### III kadencja (2006–2010)
LiD: 6 
     Samoobrona: 3 
     PSL: 3 
     PO: 10 
     PiS: 8 
Prezydium
- Przewodniczący: Krzysztof Seweryn Szymański
  - Wiceprzewodniczący: Tadeusz Ardelli
  - Wiceprzewodniczący: Zdzisław Paduszyński
  - Wiceprzewodniczący: Kazimierz Pańtak

Kluby radnych
- Platforma Obywatelska – 15 radnych:
  - Klaudiusz Balcerzak, Roman Dziduch, Ireneusz Ganczar, Lech Kowsz, Danuta Krojcig, Marek Kubik, Mirosław Marcinkiewicz, Maciej Nawrocki, Elżbieta Anna Polak, Robert Sapa, Maria Szablowska, Krzysztof Józef Szymański, Krzysztof Seweryn Szymański, Wojciech Wilento, Bogusław Zaborowski
- Prawo i Sprawiedliwość – 6 radnych:
  - Tadeusz Ardelli, Zenon Fabianowicz, Grzegorz Grabarek, Zbigniew Kościk, Robert Paluch, Elżbieta Płonka
- Lewica – 6 radnych (wszyscy Sojusz Lewicy Demokratycznej):
  - Bogusław Andrzejczak, Józef Bartkowiak, Edward Fedko, Kazimierz Pańtak, Tomasz Wontor, Marek Zaręba
- Polskie Stronnictwo Ludowe – 3 radnych:
  - Barbara Kucharska, Zdzisław Paduszyński, Józef Rubacha

### IV kadencja (2010–2014)
SLD: 9 
     PSL: 5 
     PO: 11 
     PiS: 5 
Prezydium
- Przewodniczący: Tomasz Możejko
  - Wiceprzewodniczący: Tadeusz Ardelli
  - Wiceprzewodniczący: Zdzisław Paduszyński
  - Wiceprzewodniczący: Tomasz Wontor

Kluby radnych
- Platforma Obywatelska – 11 radnych:
  - Roman Dziduch, Ireneusz Ganczar, Jarosław Kropski, Mirosław Marcinkiewicz, Tomasz Możejko, Bożena Osińska, Tadeusz Pająk, Elżbieta Anna Polak, Grażyna Stawowczyk, Leszek Turczyniak, Bogusław Zaborowski
- Sojusz Lewicy Demokratycznej – 9 radnych:
  - Bogusław Andrzejczak, Józef Bartkowiak, Edward Fedko, Lidia Gryko, Kazimierz Pańtak, Paweł Tymszan, Mirosława Winnicka, Tomasz Wontor, Marek Zaręba
- Prawo i Sprawiedliwość – 5 radnych:
  - Tadeusz Ardelli, Grzegorz Grabarek, Zbigniew Kościk, Robert Paluch, Elżbieta Płonka
- Polskie Stronnictwo Ludowe – 5 radnych:
  - Czesław Fiedorowicz, Zbigniew Kołodziej, Barbara Kucharska, Zdzisław Paduszyński, Stanisław Tomczyszyn

### V kadencja (2014–2018)
SLD Lewica Razem: 5 
     PO: 10 
     PSL: 8 
     LL: 2 
     PiS: 5 
Prezydium
- Przewodniczący: Czesław Fiedorowicz
  - Wiceprzewodniczący: Mirosław Marcinkiewicz
  - Wiceprzewodniczący: Marek Surmacz
  - Wiceprzewodniczący: Tomasz Wontor

Kluby radnych
- Platforma Obywatelska – 7 radnych:
  - Sebastian Ciemnoczołowski, Wacław Maciuszonek, Mirosław Marcinkiewicz, Bożena Osińska, Tadeusz Pająk, Elżbieta Anna Polak, Anna Synowiec
- Polskie Stronnictwo Ludowe – 7 radnych:
  - Anna Chinalska, Grażyna Dereń, Czesław Fiedorowicz, Zbigniew Kołodziej, Barbara Kucharska, Natalia Pawlak, Stanisław Tomczyszyn
- Prawo i Sprawiedliwość – 7 radnych:
  - Tadeusz Ardelli, Klaudiusz Balcerzak, Małgorzata Gośniowska-Kola, Grzegorz Grabarek, Zbigniew Kościk, Józef Kruczkowski, Marek Surmacz
- Bezpartyjni Samorządowcy – 4 radnych:
  - Lepsze Lubuskie – Sławomir Kowal, Łukasz Mejza
  - Edward Fedko, Franciszek Wołowicz
- Sojusz Lewicy Demokratycznej – 3 radnych:
  - Maria Jaworska, Tadeusz Jędrzejczak, Tomasz Wontor
- Niezrzeszeni – 2 radnych:
  - Tomasz Możejko (Kukiz’15)
  - Maciej Nawrocki (niezależny, poprzednio PO)

### VI kadencja (2018–2024)
SLD Lewica Razem: 2 
     KO: 11 
     PSL: 4 
     BS: 4 
     PiS: 9 
Prezydium
- Przewodniczący: Wacław Maciuszonek
  - Wiceprzewodniczący: Tadeusz Ardelli
  - Wiceprzewodniczący: Mirosław Marcinkiewicz
  - Wiceprzewodniczący: Jerzy Wierchowicz

Kluby radnych
- Platforma Obywatelska – 10 radnych:
  - Sebastian Ciemnoczołowski, Marek Cieślak, Marcin Jabłoński, Wacław Maciuszonek, Alicja Makarska, Mirosław Marcinkiewicz, Małgorzata Paluch-Słowińska, Grzegorz Potęga, Anna Synowiec, Jerzy Wierchowicz (Nowoczesna)
- Prawo i Sprawiedliwość – 8 radnych:
  - Tadeusz Ardelli, Zofia Dajczak, Małgorzata Gośniowska-Kola, Helena Hatka, Zbigniew Kościk, Kazimierz Łatwiński, Bogusław Motowidełko, Marek Surmacz
- Polskie Stronnictwo Ludowe – 4 radnych:
  - Anna Chinalska, Zbigniew Kołodziej, Elżbieta Olga Polak, Jan Świrepo
- Lewica – 3 radnych:
  - Nowa Lewica – Maria Jaworska, Tadeusz Jędrzejczak
  - Sławomir Muzyka
- Samorządowe Lubuskie – 3 radnych:
  - Polska 2050 – Edward Fedko, Aleksandra Mrozek
  - Ogólnopolska Koalicja Samorządowa – Wioleta Haręźlak
- Niezrzeszeni – 2 radnych:
  - Sławomir Kowal (Bezpartyjni Samorządowcy)
  - Beata Kulczycka (niezależna, poprzednio SL)

### VII kadencja (2024–2029)
KO: 14 
     TD: 6 
     PiS: 10 
Prezydium
- Przewodnicząca: Anna Synowiec
  - Wiceprzewodniczący: Edward Fedko
  - Wiceprzewodnicząca: Elżbieta Płonka

Kluby radnych
- Koalicja Obywatelska – 14 radnych:
  - Platforma Obywatelska – Sebastian Ciemnoczołowski, Jarosław Dowhan, Tomasz Gierczak, Paweł Giza, Marcin Jabłoński, Hubert Harasimowicz, Sławomir Kotylak, Alicja Makarska, Irena Osos, Małgorzata Paluch-Słowińska, Grzegorz Potęga, Anna Synowiec, Leszek Turczyniak
  - Nowoczesna – Jerzy Wierchowicz
- Prawo i Sprawiedliwość – 10 radnych:
  - Tadeusz Ardelli, Jakub Ast, Zofia Dajczak, Małgorzata Gośniowska-Kola, Roman Jabłoński, Zbigniew Kościk, Jacek Kurzępa, Bogusław Motowidełko, Elżbieta Płonka, Andrzej Wieczorek
- Trzecia Droga PSL-PL2050 – 6 radnych:
  - Polskie Stronnictwo Ludowe – Anna Chinalska, Marek Halasz, Zbigniew Kołodziej, Elżbieta Olga Polak
  - Polska 2050 – Edward Fedko, Tomasz Siemiński

## Oficjalne wyniki wyborów do Sejmiku

### 1998[19]
|  | Komitet wyborczy             | Mandaty |
|  | ---------------------------- | ------- |
|  | Sojusz Lewicy Demokratycznej | 22      |
|  | Akcja Wyborcza Solidarność   | 14      |
|  | Unia Wolności                | 6       |
|  | Przymierze Społeczne         | 3       |
|  | Razem                        | 45      |

### 2002[20]
|  | Komitet wyborczy                               | Mandaty |
|  | ---------------------------------------------- | ------- |
|  | Sojusz Lewicy Demokratycznej – Unia Pracy      | 17      |
|  | Platforma Obywatelska – Prawo i Sprawiedliwość | 4       |
|  | Samoobrona Rzeczpospolitej Polskiej            | 4       |
|  | Liga Polskich Rodzin                           | 3       |
|  | Polskie Stronnictwo Ludowe                     | 2       |
|  | Razem                                          | 30      |

### 2006[21]
|  | Komitet wyborczy                    | Mandaty |
|  | ----------------------------------- | ------- |
|  | Platforma Obywatelska               | 10      |
|  | Prawo i Sprawiedliwość              | 8       |
|  | Lewica i Demokraci                  | 6       |
|  | Polskie Stronnictwo Ludowe          | 3       |
|  | Samoobrona Rzeczpospolitej Polskiej | 3       |
|  | Razem                               | 30      |

### 2010[22]
|  | Komitet wyborczy             | Mandaty |
|  | ---------------------------- | ------- |
|  | Platforma Obywatelska        | 11      |
|  | Sojusz Lewicy Demokratycznej | 9       |
|  | Prawo i Sprawiedliwość       | 5       |
|  | Polskie Stronnictwo Ludowe   | 5       |
|  | Razem                        | 30      |

### 2014[23]
|  | Komitet wyborczy           | Mandaty |
|  | -------------------------- | ------- |
|  | Platforma Obywatelska      | 10      |
|  | Polskie Stronnictwo Ludowe | 8       |
|  | Prawo i Sprawiedliwość     | 5       |
|  | SLD Lewica Razem           | 5       |
|  | Lepsze Lubuskie            | 2       |
|  | Razem                      | 30      |

### 2018[24]
|  | Komitet wyborczy           | Mandaty |
|  | -------------------------- | ------- |
|  | Koalicja Obywatelska       | 11      |
|  | Prawo i Sprawiedliwość     | 9       |
|  | Bezpartyjni Samorządowcy   | 4       |
|  | Polskie Stronnictwo Ludowe | 4       |
|  | SLD Lewica Razem           | 2       |
|  | Razem                      | 30      |

### 2024[25]
|  | Komitet wyborczy       | Mandaty |
|  | ---------------------- | ------- |
|  | Koalicja Obywatelska   | 14      |
|  | Prawo i Sprawiedliwość | 10      |
|  | Trzecia Droga          | 6       |
|  | Razem                  | 30      |